# Plaça dels Països Catalans
|  | Per a altres significats, vegeu «Plaça dels Països Catalans (desambiguació)». |

La plaça dels Països Catalans és una plaça de Barcelona situada davant de l'estació de Sants, al barri de Sants. Té accessos des dels carrers de Tarragona, Numància i el passeig de Sant Antoni. És una plaça restringida al pas de vianants, amb un servei de transport públic molt notable per la proximitat de l'estació de tren i d'autocars. Disposa d'una estació de metro anomenada Sants-Estació amb una entrada situada a la cantonada amb el carrer de Numància i una altra al vestíbul de l'estació de Sants.
Està construïda sobre el pati de vies de l'estació de Sants, i per això no té arbrat ni jardins. Fou inaugurada el juny de 1983, obra dels arquitectes Helio Piñón i Albert Viaplana, amb una urbanització, sense cap verd i amb abundor de formigó, marbre i granit, la va convertir en un model prototípic de plaça dura en el moment que a Barcelona se'n començaven a fer, i va suscitar grans crítiques tot i la concessió d'un premi FAD el 1984.
La plaça és dominada per una gran coberta horitzontal de planxa de coure calat sostinguda sobre llarguíssims pilars, i una altra coberta més baixa i llarga de traçat ondulat, també de planxa de coure, sobre la qual hi ha un gat de teulada de mida natural, fet en silueta amb planxa metàl·lica. Destaquen també a la plaça una curta paret amb una obertura a manera de finestra i uns brolladors.
Les característiques de la plaça, dura i oberta, a més de propiciar-hi la pràctica del monopatí, també la va fer apta per a concentracions de persones, com les celebracions del dia de la Hispanitat que organitzaven en aquest lloc grups d'ultradreta durant els anys 90 i principi dels anys 2000, i que solien acabar amb incidents per enfrontaments de manifestants antifeixistes amb la policia pels carrers de Sants.